# Modulação em amplitude
Modulação em amplitude (AM do inglês amplitude modulation) é a forma de modulação em que a amplitude de um sinal senoidal, chamado portadora, varia em função do sinal de interesse, que é o sinal modulador. A frequência e a fase da portadora são mantidas constantes. Matematicamente, é uma aplicação direta da propriedade de deslocamentos em frequências da transformada de Fourier, assim como da propriedade da convolução.

## Definição de amplitude modulada aceita internacionalmente
No caso de transmissão de sinais, o modelo adotado pelo Bureau of Naval Personel Training Publications Division, e seguido pelo ocidente para definir o AM, diz que a "amplitude modulada é a variação da intensidade de saída de RF (rádio frequência) do transmissor a uma velocidade de áudio". A tensão de saída do radiotransmissor tem uma variação que oscila para cima e para baixo de seu valor nominal de acordo com a frequência de áudio. (Ver exemplos demonstrados nos parágrafos abaixo).
Para áudio de alta frequência, a radiofrequência terá uma variação em amplitude mais rápida, para áudio de baixa frequência, esta variação será mais lenta. Logo, a variação da portadora de RF deve corresponder em amplitude a variação ocasionada pelo Áudio.
A resultante de modulação em amplitude para uma frequência de áudio fixa pode ser separada para análise do processo em três ondas distintas cuja amplitude é constante.
O sistema de modulação em amplitude é o sistema de modulação mais antigo (1980). Existem diversos tipos de sistemas de modulação em amplitude, destacando-se: AM-DSB (Amplitude Modulation Double SideBand), AM-SSB (Amplitude Modulation Single SideBand) e AM-VSB (Amplitude Modulation Vestigial SideBand).
Os sistemas anteriores ainda podem ser subdivididos em relação a existência ou não da portadora no sinal modulado:
AM-DSB/SC: Amplitude Modulation Double SideBand with Supressed Carrier
AM-SSB/SC: Amplitude Modulation Single SideBand with Supressed Carrier
AM-VSB/SC: Amplitude Modulation Vestigial SideBand with Supressed Carrier

## Motivação
A transmissão de rádio é feita através da difusão de ondas eletromagnéticas. Estas são transmitidas no ar mais eficientemente em altas frequências do que em baixas frequências. Isso porque, de modo geral, o tamanho da antena que deve receber um sinal de rádio é diretamente proporcional ao comprimento de onda transmitida. Se fosse desejado transmitir ondas com frequências equivalentes às frequências de voz (da ordem de 80hz a 1500Hz, segundo FOLMER-JOHNSON - 1968 e EFRON - 1969 ), seriam necessárias antenas de proporções gigantescas (alguns quilômetros de comprimento). Por este motivo, foi necessário encontrar alguma forma de transmitir as informações usando ondas de alta frequência.
Outra necessidade atendida pela modulação de ondas foi a de se compartilhar um meio de transmissão, no caso o ar, entre um número de transmissores. Para alcançar este objetivo, basta usar a mensagem para modular ondas de frequências diferentes. Desta forma, o receptor pode "selecionar" uma frequência para demodular retirando assim a informação apenas de um transmissor. Isto é exatamente o que fazemos quando selecionamos uma estação de rádio ou um canal de televisão.
A solução foi justamente modular as ondas de alta frequência de modo que a informação a ser transmitida esteja contida nestas ondas e possam ser transmitidas eficientemente pelo ar. Esta informação poderia ser facilmente recuperada num receptor de rádio, através de um processo chamado demodulação.

## Métodos de modulação
Originalmente, a modulação em amplitude era feita transmitindo-se uma portadora com uma amplitude de base e alterando-se esta amplitude em função da mensagem que queria-se transmitir. Este tipo foi chamado de modulação AM DSB-FC (double-sideband full carrier). Como será explicado a seguir, neste tipo de modulação, além da portadora são transmitidos dois outros conjuntos de frequências (espectros) chamadas de bandas laterais, nas quais está contida a mensagem a ser transmitida.
A modulação AM DSB-FC é altamente ineficiente pois a maior parte da potência gerada é usada para transmitir a portadora, e não a mensagem. Eventualmente descobriu-se que não era necessário enviar a portadora acompanhada das bandas laterais, mas era possível enviar apenas as bandas laterais, onde estava contida a mensagem, evitando assim gastos desnecessários na portadora. A esta modulação deu-se o nome de modulação AM DSB-SC (double-sideband supressed carrier) uma vez que a portadora havia sido suprimida. Este método possuía a desvantagem, no entanto, de exigir circuitos mais complexos na demodulação do sinal.
Como evolução deste último método, ficou claro que não apenas era possível enviar as bandas laterais sem a portadora, mas era possível enviar apenas uma banda, sem perda de informação. A este tipo de modulação se deu o nome de modulação AM SSB (single-sideband), por possuir apenas uma banda. Este, apesar de ser o método mais eficiente, é também o mais complexo de se modular e demodular.
Finalmente, como um compromisso entre eficiência e complexidade, foi criada a modulação AM VSB (vestigial-sideband), onde uma banda é transmitida por inteiro e a outra é parcialmente suprimida (de aí o nome vestigial).

### Forma padrão
A forma padrão de uma onda modulada em amplitude (AM) é definida como:
{\displaystyle s(t)=A_{c}[1+k_{a}m(t)]cos(2\pi f_{c}t)}

## DSB (double-sideband)
Este é o método que dá origem a todos os outros métodos de modulação em amplitude.
É dividido em DSB-FC (double-sideband full carrier) e DSB-SC (double-sideband supressed carrier), como será explicado a seguir.

### DSB-FC (double-sideband full carrier)
Este é o método clássico de modulação em amplitude.
Baseia-se no princípio de uma onda portadora cuja amplitude varia em função de um sinal de entrada, chamado de sinal modulador, uma vez que é responsável por modular a onda.
Matematicamente, é equacionado como segue:
{\displaystyle e(t)=(E_{c}+e_{m}(t))\cos(2\pi f_{c}t)} .
Nessa equação, {\displaystyle e(t)} é a função da onda modulada, {\displaystyle E_{c}} é a amplitude da portadora (o índice c vem de carrier - portadora em inglês), {\displaystyle e_{m}(t)} é a função do sinal modulador e {\displaystyle f_{c}} é a frequência da portadora.
Como pode ser visto nesta função, a portadora é uma função cossenoidal simples com frequência {\displaystyle f_{c}} e cuja amplitude varia de em torno de uma amplitude base {\displaystyle E_{c}}, de acordo com uma função de um sinal modulador {\displaystyle e_{c}(t)}.
Sabe-se da análise de Fourier que toda e qualquer função pode ser descrita como uma soma (finita ou infinita) de senoides e cossenoides. Desta forma, a função da onda moduladora pode ser descrita como uma soma de cossenoides. Vamos analisar aqui o que acontecerá se {\displaystyle e_{m}(t)} for uma função cosseno simples com frequência do modulador fm:
Logo:
Pode-se chegar através das identidades trigonométricas à relação:
(esta é uma propriedade de altíssima relevância quando se fala de modulação de ondas)
Finalmente, chegamos à seguinte relação:
Pode-se ver nesta equação, que quando se modula a amplitude de uma portadora com uma cossenóide, esta modulação pode ser representada como a soma de três ondas diferentes. Um onda que representa a portadora pura: {\displaystyle E_{c}\cos(2\pi f_{c}t)}, e duas ondas que representam o sinal modulador: {\displaystyle {\frac {E_{m}}{2}}\cos(2\pi (f_{c}+f_{m})t)} e {\displaystyle {\frac {E_{m}}{2}}\cos(2\pi (f_{c}-f_{m})t)}.
Note que estas duas últimas se encontram nas frequências fc+fm e fc-fm. Por este motivo, a estas duas ondas se dá o nome de bandas laterais.
Desta forma, nesta modulação são transmitidas a portadora junto de dual bandas laterais, o que justifica o nome deste tipo de modulação.

### DSB-SC
Analisando primeiramente o DSB-SC (Double Sideband with Supressed Carrier; Banda Lateral Dupla e Portadora Suprimida ), em que informação sobre a portadora não é transmitida. Aplicando a propriedade da convolução da transformada de Fourier:
Produto no domínio do tempo {\displaystyle \Longleftrightarrow } Convolução no domínio da frequência
{\displaystyle x(t)h(t)\Longleftrightarrow {\frac {1}{2\pi }}X(\omega )\star H(\omega )}
A estrela está simbolizando a convolução.
Seja {\displaystyle x(t)} o sinal de informação que se deseja transmitir, com largura de faixa igual a {\displaystyle BHz}, amplitude {\displaystyle 2A} e espectro (apenas ilustrativo):
Seja {\displaystyle h(t)=\cos {\omega _{c}}{t}} a portadora, onde {\displaystyle \omega _{c}} é a frequência da portadora (em {\displaystyle rad/s}). Sabe-se que a transformada de Fourier de h(t) é dada por:
Então, pela aplicação da propriedade da convolução, temos:
{\displaystyle x(t)\cos {\omega _{c}}{t}\Longleftrightarrow {\frac {1}{2}}\left[X(\omega +\omega _{c})+X(\omega -\omega _{c})\right]}
Isso representa que o espectro de frequências do sinal {\displaystyle x(t)} sofre deslocamentos para a esquerda e para a direita, ficando com metade do espectro centrado em {\displaystyle -\omega _{c}} e outra metade centrada em {\displaystyle \omega _{c}}. Graficamente, temos:
O sinal modulado passa a ocupar uma faixa de {\displaystyle 2BHz}, ou seja, o dobro da faixa do sinal de informação {\displaystyle x(t)}. Esta é uma característica marcante deste método de modulação em amplitude. O espectro compreendido entre {\displaystyle f_{c}} e {\displaystyle f_{c}+B} é conhecido como USB - Upper Side Band, enquanto a parte compreendida entre {\displaystyle f_{c}-B} e {\displaystyle f_{c}} é conhecida como LSB - Lower Side Band
Na demodulação, basta aplicar o mesmo procedimento utilizado para a modulação. Entretanto, é aqui que reside um ponto negativo do DSB-SC: para a demodulação ocorrer correctamente, é necessário que exista um sincronismo entre a portadora utilizada na modulação e a utilizada na demodulação, caso contrário o sinal não será correctamente demodulado. A solução para este problema será visto adiante, no método de modulação em amplitude que é empregado nas transmissões de rádios comerciais AM.
O sinal transmitido é então novamente multiplicado pela mesma senoide utilizada como portadora. Assim, obtém-se:
Isso significa que metade do espectro do sinal original volta a aparecer centrado em {\displaystyle 0Hz} e um quarto do espectro fica centrado em frequências duas vezes a frequência da portadora. A aplicação de um filtro passa-baixas (tracejado na figura) permite a recuperação do sinal com faixa {\displaystyle BHz}.
Como foi dito, a problemática aqui reside na exigência de haver sincronismo entre as senóides empregadas na modulação e na demodulação.

### AM comercial / DSB+C
A motivação para a criação do AM comercial estava na possibilidade de se construir um receptor barato (composto basicamente por um resistor, um diodo e um capacitor), ainda que com perda de potência. De fato, a transmissão da portadora causa perdas grandes de potencia.
Tal receptor usa o princípio da detecção de envoltoria: primeiramente o valor médio do sinal de informação é aumentado de forma que ele seja positivo em todo instante. Ao se multiplicar pela portadora (realizado fisicamente, por exemplo, por meio de dispositivo não linear seguido de um filtro), geralmente senoidal, a envoltoria que envolve o sinal ainda carrega a informação original. O detector segue a envoltoria (combinando a carga e descarga de um capacitor e a propriedade rectificadora de um díodo), e um capacitor de bloqueio se encarrega de tirar o DC da envoltoria, recuperando o sinal de informação.
Falemos agora de um outro tipo de modulação: SSB
A necessidade de se encontrar um sistema que ocupasse a menor faixa possível do espectro e com um melhor aproveitamento possível da potência de transmissão contribuíram para a criação do sistema AM/SSB (Amplitude Modulated Single Side Band). O sistema nasceu do AM/DSB-SC que transmite duas faixas laterais que “levam” a mesma informação. Portanto,
se eliminarmos uma das faixas, ainda assim a informação seria transmitida pela outra.
Este sistema destina-se a comunicações ponto-a-ponto e não à radiodifusão. Estudos mostram que 99% da inteligibilidade da voz humana se restringe à faixa entre 300 Hz e 4 kHz, logo o espectro do sinal modulante para este sistema será:
- Se modularmos um sinal igual ao da figura anterior em AM/DSB-SC, teremos o seguinte espectro:
- A partir do sinal da figura anterior, podemos, então, retirar a banda lateral inferior, gerando o AM/SSB-USB (Upper Side Band), ou retiramos a banda lateral superior, gerando o AM/SSB-LSB (Lower Side Band). Para eliminar uma das faixas laterais, usa-se um filtro, que deve ter como características um alto valor de fator de qualidade (Q) e um fator de forma (SF),para atuar dentro de um intervalo de 600 Hz, que é o que separa as duas faixas laterais.

O tipo de filtro capaz de realizar esta tarefa é o filtro mecânico que possui estas características.
COMPARAÇÃO AM DSB x AM SSB
• Largura de faixa do sinal modulado
Este fator traz dois pontos positivos para o SSB em relação ao DSB, pois como o primeiro
ocupa uma faixa de 3 a 4 kHz e o DSB ocupa uma faixa de 10 kHz, observamos, a princípio, que na banda de frequência ocupada por uma determinada quantidade de estações AM-DSB, teremos mais que o dobro de estações AM-SSB. O outro ponto positivo é devido ao fato de o ruído presente ao sinal ser proporcional à banda ocupada e, assim, o sistema AM-SSB tem presente em seu sinal modulado a metade do ruído presente no sinal AM-DSB.
• Potência do transmissor
Como o sinal modulado em AM-DSB tem, além das raias de informação, a raia da portadora, a potência do transmissor é dividida, cabendo a cada raia de informação no máximo 16,7 % da potência total do transmissor. Como a raia do SSB é única, ela aproveita 100 % da potência total do transmissor, o que corresponde a uma potência efetiva de informações 6 vezes maior.
• Complexidade do equipamento
Neste ponto é notório que, apesar do baixo rendimento de potência de informação na  transmissão, o sistema AM-DSB tem em seus receptores o que há de mais simples em termos de concepção e circuito. Em contrapartida, os receptores AM-SSB são extremamente complexos e, em virtude disso, bastante caros.
• Tolerância do equipamento
Um receptor AM-DSB sempre conta com um erro de rastreio, sendo neste ponto bastante tolerante, enquanto o sistema SSB não permite variações de frequências, maiores que poucas dezenas de Hz, o que obriga o uso de caros osciladores a cristal ou controlados por PLL, que muitas vezes são mantidos em ambiente com temperatura constante, para evitar desvios.

## QAM (quadrature amplitude modulation)
- Veja em: Quadrature Amplitude Modulation.

## SSB (single side-band), ou AM-SSB
O AM-SSB ou espectro do sinal AM (Amplitude Modulada) é a imagem duplicada do espectro do sinal modulante que contém duas bandas, Banda Lateral Superior (USB-Upper Side Band), e a Banda Lateral Inferior (LSB-Lower Side Band).
O USB, é a imagem exata do espectro do sinal modulante.
O LSB é a imagem invertida do espectro do sinal modulante, é o resultado de uma subtração entre a frequência da portadora e as frequências do sinal modulante.
As duas bandas contém a mesma informação, porém defasada, portanto, uma delas pode ser suprimida, para tal, pode ser usado um filtro resultando o AM-SSB (Amplitude Modulation Single Side Band).
Em SSB a portadora é eliminada, pois o modulador balanceado nada mais é que o modulador de produto.
Na transposição espectral inversa, o sinal é demodulado, temos sua reconstituição.
No caso do DSB, existem as duas bandas, o USB e o LSB, somente a portadora é suprimida, portanto o DSB difere do SSB neste aspecto.
No sistema Single Side Band, ou SSB, devido à dificuldade para gerar e demodular o sinal (o sistema SSB não permite variações de frequências maiores que poucas dezenas de Hz e este tipo de receptor é extremamente complexos) houve a proposição de uma técnica denominada modulação com banda lateral vestigial, que é um compromisso entre as modulações DSB-SC e SSB.
Nessa técnica, uma das bandas laterais é preservada quase intacta enquanto que da outra banda lateral é deixado apenas um resíduo, ou vestígio. O vestígio transmitido da banda lateral indesejada compensa a parte removida da banda lateral desejada.
Se uma portadora de alta potência é transmitida, a detecção pode ser realizada via detector de envelope caso contrário a detecção deverá ser síncrona.
Largura de banda de transmissão:
BT = Bm+Δv
Tipicamente, Δv= 0,25 Bm
A modulação VSB é utilizada na transmissão da porção de vídeo do
sistema público de televisão.

## Limitações
A modulação por amplitude, devido a uma série de limitações, principalmente a questão do ruído, estava fadada ao desuso. Hoje, porém, devido ao avanço nos sinais digitais, a modulação por amplitude permanece como forma de modulação.